# Красненко, Степан Дмитриевич
Степан Дмитриевич Красненко (декабрь 1905 — ?) — заместитель народного комиссара внутренних дел по милиции и руководитель милиции БССР, комиссар милиции 3-го ранга.

## Биография
Член ВКП(б). В 1943 являлся начальником Управления милиции по Ростовской области. С 1944 до 8 сентября (по другим данным октября) 1950 заместитель народного комиссара (министра внутренних дел) Белорусской ССР по милиции. В 1948 руководил следствием по убийству Михоэлса, которое непосредственно велось бывшим заместителем начальника ГУ РКМ И. В. Бодуновым (легендарным сыщиком, основным прототипом главного героя фильма «Мой друг Иван Лапшин»), находящимся в то время на должности заместителя начальника главного управления милиции БССР. Осенью 1950 переведён на должность начальника Управления МВД по Алтайскому краю, где работал до 16 марта 1953. После смерти Сталина, в период массового перемещения кадров, на работе в Управлении МВД по Тульской области в качестве заместителя начальника УВД Тульского областного исполнительного комитета. В 1962 вышел в отставку.

### Звания
- старший лейтенант милиции;
- комиссар милиции 3-го ранга (12 мая 1944).

### Награды
- два ордена Красного Знамени;
- орден Отечественной войны 1-й степени;
- орден Трудового Красного Знамени (30 декабря 1948);
- орден Красной Звезды;
- орден Знак Почёта;
- медаль "XXX лет Советской армии и флота" (1948).